# Château de la Roche-Jacquelin
Le château de la Roche-Jacquelin est situé sur la commune de Daumeray dans le département de Maine-et-Loire en France.

## Description
L'édifice est inscrit aux monuments historiques selon l’arrêté du 21 février 1974.
À savoir : façades et toitures, escalier intérieur avec sa rampe en fer forgé, antichambre, grand salon, salon chinois et boudoir avec leur décor.

## Historique
Ancien fief qui devient à partir de 1762 le manoir seigneurial de la paroisse de Saint-Germain-sous-Daumeray. Il appartenait probablement dès le XIIIe siècle à la famille Le Maire qui le possède encore à la fin du XVIe siècle. 
C’est au manoir qu’a dû naître l’évêque d'Angers Guillaume Le Maire, décédé en 1317.
La chapelle en fut fondée le 3 juillet 1503 et de nouveau le 24 octobre 1506 sous le vocable de saint Julien et de saint Claude par Jean Le Maire et sa femme, Isabeau de Quatrebarbes, dont le fils en 1525 restait prisonnier sur le champ de bataille de Pavie. Une de leur descendante a épousé en 1621 René de Meaulne. En est sieur, Alexandre Le Maire en 1670, qui est inhumé le 10 décembre 1677 aux Récollets de Chambiers ; sa veuve Mathurine Abraham épouse le 3 août 1682 François de Montplacé.

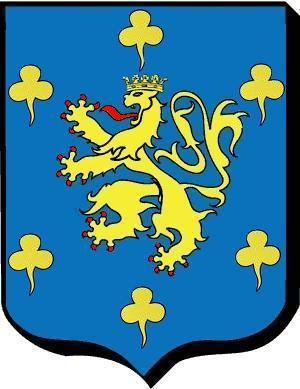
Blason de la famille Le Maire de la Roche-Jacquelin. D'azur au Lion d'or couronné de même, armé et lampassé de gueules, entouré de six trèfles aussi d'or.

La terre passe alors dès 1698 à François Bachelier garde du roi, mari d'Anne Bachelier (sa cousine germaine), par donation de Jeanne Le Maire sa belle mère qui meurt au château le 14 mai 1709, âgée de 77 ans. Anne Bachelier, veuve depuis 1705, y réside avec sa fille Anne mariée depuis au moins 1715 avec Gaspard-Claude Bommier, sieur de la Conillière.
Louis, le fils aîné de François et Anne, y épouse le 2 juillet 1731 Marie Hennequin de Fleurville, puis décède le 1er septembre 1732 et le 27 juillet 1733 sa veuve vend le domaine à Charles Jacques Louis François Richer de Neuville, mari de Marie-Françoise de Montplacé. 
Le nouvel acquéreur fit reconstruire le château, où son portrait se conserve encore avec plusieurs autres de la famille Lejeune. À sa mort il eut pour héritière, à défaut d'enfant, sa sœur, mariée depuis 1730 avec François Le Jeune de Créquy. Son fils, François Louis Marin, né à la Flèche le 31 mai 1731, capitaine de cavalerie au régiment de Languedoc, puis de cavalerie au Royal-Champagne en 1761, aide-maréchal de logis aux armées de Flandres et chevalier de Saint-Louis en 1763, marié à Adélaïde Louise de Fitte de Soucy, y meurt en 1817.
Sa fille unique, Adélaïde-Renée-Louise, avait épousé en 1799 Eugène de la Bonninière de Beaumont, vicomte de Beaumont, dont le fils, Eugène, habitait encore le château en 1878.
Sa sœur Cécile née au château en 1817, épousa en 1839 Albert de Blois de La Calande dont la fille Marie Thérèse s'est mariée avec Alexis Bachelier, ce dernier descendant de Charles frère de Louis Bachelier.
Georges-Aymar de Blois de La Calande, le fils d'Albert et Cécile fut sénateur du Maine-et-Loire en 1895 comme son fils Louis de Blois en 1922.

## Sources
- Dictionnaire historique, géographique et biographique de Maine-et-Loire, Tome 3 par Célestin Port.
- Geneanet, Mathurin Bachelier.